# París-Roubaix 1929
La 30.ª edición de la París-Roubaix tuvo lugar el 31 de marzo de 1929 y fue ganada por el belga Charles Meunier, quién se benefició de la caída de George Ronsse y Aimé Deolet en la pista del Stade Amédée-Prouvost de Wattrelos, donde estaba la llegada. 

## Recorrido
La salida de esta edición fue Vésinet. La carrera pasó por Pontoise, Méru, Beauvais, Breteuil, Amiens, Doullens, Arras, Hénin-Beaumont y Seclin. La llegada se desplazó al Stade Amédée-Prouvost de Wattrelos, donde sus tribunas permitían a los organizadores cobrar entrada al público.

## Desarrollo de la carrera
Al comienzo de la cota de Doullens, los belgas Julien Vervaecke y Van Rossem atacan. Se les unen los franceses Mauclair y Foucaux. Vervaecke pasó en cabeza por la cima de la cota, con más de dos minutos de ventaja sobre el pelotón. Los escapados no colaboran entre ellos y 25 corredores les atrapan en Arras, donde se encuentra el avituallamiento.
Los belgas Aimé Déolet, Charles Meunier y George Ronsse, todos del equipo La Française, y Alfred Hamerlinck se escapan. Este último sufrió un pinchazo en Hénin-Beaumont y tuvo que abandonar. Los otros tres siguieron en cabeza de carrera. Ronsse también sufre un pinchazo a 16 kilómetros de la meta pero logra contactar con ayuda de sus compañeros.
Ya en el estadio de Amédée-Prouvost, Ronsse cae en la última curva y con el cae también Déolet. Meunier cruza la línea de meta en solitario ganando la París-Roubaix. Ronsse cruza la línea de meta en segunda posición con la bicicleta en el hombro. Después de este incidente, el público invadió la pista. El pelotón no pudo entrar al estadio y el sexto lugar no se disputó.
La prensa comentó negativamente el resultado de esta carrera. Al año siguiente, la meta se trasladó a la avenida de Villas. Charles Miller ganó contra todos los pronósticos. Desconocido hasta la París-Roubaix 1928 donde ocupó el tercer lugar. Su carrera se vio interrumpida por una rodilla maltrecha y su palmarés profesional no cuenta con ninguna otra victoria.

## Clasificación final
| 1. Charles Meunier    | Bélgica    | en | 8 h 54 min 50 s |
| 2. Georges Ronsse     | Bélgica    | +  | 12 s            |
| 3. Aimé Deolet        | Bélgica    |    | 48 s            |
| 4. Armand Van Bruaene | Bélgica    |    | 2 min 30 s      |
| 5. Gaston Rebry       | Bélgica    |    | 2 min 30 s      |
| 6. Jean Aerts         | Bélgica    |    | 2 min 30 s      |
| 6. Ernest Neuhard     | Francia    |    | 2 min 30 s      |
| 6. Julien Moineau     | Francia    |    | 2 min 30 s      |
| 6. Roger Grégoire     | Francia    |    | 2 min 30 s      |
| 6. Julien Perrain     | Francia    |    | 2 min 30 s      |
| 6. Jan Mertens        | Bélgica    |    | 2 min 30 s      |
| 6. Aimé Dossche       | Bélgica    |    | 2 min 30 s      |
| 6. Nicolas Frantz     | Luxemburgo |    | 2 min 30 s      |
| 6. Victor Fontan      | Francia    |    | 2 min 30 s      |
| 6. Désiré Louesse     | Bélgica    |    | 2 min 30 s      |
| 6. Émile Joly         | Bélgica    |    | 2 min 30 s      |
| 6. Maurice Geldhof    | Bélgica    |    | 2 min 30 s      |
| 6. August Mortelmans  | Bélgica    |    | 2 min 30 s      |
| 6. Joseph Mauclair    | Francia    |    | 2 min 30 s      |
| 6. Julien Vervaecke   | Bélgica    |    | 2 min 30 s      |